# Norge i olympiska sommarspelen 1908
Norge deltog med 69 deltagare vid de olympiska sommarspelen 1908 i London. Totalt vann de åtta medaljer och slutade på åttonde plats i medaljligan.

## Medaljer

### Guld
- Albert Helgerud - Skytte, 300 m frigevär
- Albert Helgerud, Ole Sæther, Gudbrand Gudbrandsen Skatteboe, Olaf Sæther, Julius Braathe och Einar Liberg - Skytte, 300 m frigevär lag

### Silver
- Jacob Gundersen - Brottning, fristil, tungvikt
- Arne Halse - Friidrott, spjutkastning
- Arthur Amundsen, Carl Albert Andersen, Hermann Bohne, Trygve Bøyesen, Oskar Bye, Conrad Carlsrud, Sverre Grøner, Harald Halvorsen, Harald Hansen, Petter Hol, Eugen Ingebretsen, Ole Iversen, Per Mathias Jespersen, Sigge Johannessen, Nicolai Kiær, Carl Klæth, Thor Larsen, Rolf Lefdahl, Hans Lem, Anders Moen, Frithjof Olsen, Carl Alfred Pedersen, Paul Pedersen, Sigvard Sivertsen, John Skrataas, Harald Smedvik, Andreas Strand, Olaf Syvertsen och Thomas Thorstensen - Gymnastik, mångkamp, lag

### Brons
- Edvard Larsen - Friidrott, tresteg
- Arne Halse - Friidrott, spjutkastning fristil
- Ole Sæther - Skytte, 300 m frigevär